# Gadigal
I Gadigal, anche chiamati Cadigal e Caddiegal, sono un gruppo di indigeni australiani che originariamente abitavano nell'area di Sydney oggi denominata Marrickville. 
Il loro territorio si trovava a sud di Port Jackson e si estendeva fino a Petersham con parte del confine a sud presso il fiume Cook. La lingua dei Gadigal risulta essere un derivato di quella dei Darug.
Il governatore Arthur Phillip ha stimato che al suo arrivo la popolazione aborigena dell'area era di circa 1500 persone, sebbene altre stime vadano da un minimo di 200 a un massimo di 4000. Si stima che gli indigeni Gadigal fossero circa 50-80 persone. La popolazione dei Gadigal fu notevolmente ridotta durante l'occupazione britannica in Australia del 1788. Si stima che l'epidemia di vaiolo del 1789 abbia ucciso circa il 53% della popolazione locale.